# John Masters
John Masters, DSO, OBE (* 26. Oktober 1914; † 7. Mai 1983) war ein Autor und Offizier in der Britisch-Indischen Armee. Er wurde besonders bekannt durch seine Arbeiten über Indien zur Zeit des britischen Raj.

## Leben
Masters war der Sohn eines Offiziers und stammte aus einer Familie die eine lange Tradition innerhalb der British-Indian Army hatte.
Masters besuchte das Wellington College und die Royal Military Academy Sandhurst. Ab 1933 hatte er verschiedene Positionen innerhalb der Britischen Armee inne, unter anderem diente er in einem Gurkha-Regiment, den 4th Prince of Wales’s Own Gurkha Rifles in Nordindien.
Während des Zweiten Weltkriegs nahm er an Kampfhandlungen im Irak und in Burma teil, während der Kampfhandlungen in Nordburma hatte Masters die Erschießung von 19 seiner Regimentskameraden im Rahmen einer so genannten Triage anzuordnen, die Männer waren allesamt zu schwer verwundet, um noch auf Rettung hoffen zu können und hätten den geordneten Rückzug ihres Regiments behindert. Masters verarbeitete dieses Ereignis später im zweiten Teil seiner Autobiographie „The Road Past Mandalay“. Bei Kriegsende hatte er den temporären Rang eines Lieutenant-Colonel erreicht. 1944 wurde er als Companion des Distinguished Service Order und 1946 als Officer des Order of the British Empire ausgezeichnet.
Nach dem Ausscheiden aus dem Armeedienst zog er zusammen mit seiner Ehefrau nach den USA, wo er zunächst eine erfolglose Agentur zur Vermittlung von Wandertouren im Himalaya eröffnete, bevor er sich schließlich zunächst aus finanziellen Erwägungen heraus dem Schreiben zuwandte.
Er starb 1983 während einer Herzoperation. Seine Asche wurde aus einem Flugzeug heraus über dem von ihm geliebten Himalaya verstreut. General Sir Michael Rose, der frühere UN Kommandeur in Bosnien ist ein Stiefsohn von John Masters.

## Literarisches Werk
Vor allem die ersten beiden seiner drei autobiografischen Bücher, Bugles and a Tiger (1956) und The Road past Manderley (1961), werden zu den bedeutendsten Werken gezählt, die über das Leben innerhalb der indischen und britischen Armee  geschrieben wurden.
Zu internationalem Ruhm gelangte Masters allerdings mit seinen historischen Romanen, die die Geschichte des Raj anhand des Schicksals der fiktiven Offiziersfamilie Savage behandeln.
Ein besonderer Erfolg gelang ihm mit dem Roman Bhowani Junction, der die Teilung Indiens zum Hintergrund hat und 1956 mit Ava Gardner und Stewart Granger unter demselben Titel verfilmt wurde.
Eine neuere Verfilmung eines Romans von Masters stellt der 1988 gedrehte Film Die Täuscher (The Deceivers) dar, in dem Pierce Brosnan die Titelrolle innehatte, dem allerdings anders als Bhowani Junction kein bemerkenswerter Kinoerfolg zuteilwurde.

## Kritik
Masters wurde von Kritikern entgegengehalten, die britisch indische Armee und das Raj in seinen Werken übermäßig zu verklären, wobei man ihn häufig als Revisionist einordnete.
Der Literaturkritiker Ronald Brydon bezeichnete Masters Romane über das Raj gar als „politische Pornographie“.
Allerdings gibt es auch Gegenstimmen, die Masters lebendigen literarischen Stil anerkennen und seine positive Darstellungen indischer Nationalisten hervorheben, die von Masters durchaus realistisch in dem Spannungsfeld zwischen der Kolonialherrschaft und der indischen Bevölkerung dargestellt seien.
Der indische Romancier Khushwant Singh bemerkte in Bezug auf Masters Werke, während Rudyard Kipling Indien verstanden hätte, verstand Masters die Inder.
Sir John Keegan hat Texte von John Masters in die von ihm herausgegebenen Sammlung zur Kriegsgeschichtsschreibung „Book of War“ eingefügt.

## Werke
- Nightrunners of Bengal (1951), dt. Dies ist die Nacht, zweiter Teil der Indien-Trilogie
- The Deceivers (1952), dt. Die Täuscher, erster Teil der Indien-Trilogie
- The Lotus and the Wind (1953), dt. Lotos und Wind, dritter Teil der Indien-Trilogie
- Bhowani Junction (1954), dt. Knotenpunkt Bhowani
- Coromandel! (1955)
- Bugles and a Tiger (1956)
- Far, Far the Mountain Peak (1957)
- Fandango Rock (1959)
- The Venus of Konpara (1960)
- The Road Past Mandalay (1961)
- To the Coral Strand (1962)
- Trial at Monomoy (1964)
- Fourteen Eighteen (1965)
- The Breaking Strain (1967)
- Casanova (1969)
- The Rock (1970)
- Pilgrim Son. A Personal Odyssey (1971)
- The Ravi Lancers (1972)
- Thunder at Sunset (1974)
- The Field Marshal's Memoirs (1975)
- The Himalayan Concerto (1976)
- Now, God Be Thanked (1979)
- Heart of War (1980)
- By the Green of the Spring (1981)
- Man of War (1983), US-Titel High Command